# Флюксус

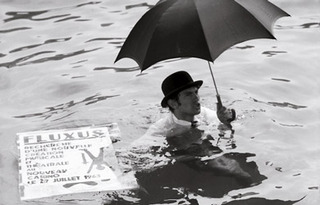

Флю́ксус (от лат. fluxus — «поток жизни») — международное течение, зародившееся в конце 1950-х — начале 1960-х годов, значимое явление в искусстве второй половины XX столетия. В 60-е годы в этом течении принимали участие такие художники как Джордж Брехт, Йозеф Бойс, Нам Джун Пайк, Джордж Мачюнас, Ла Монте Янг, Йоко Оно, Дик Хиггинс, Элисон Ноулз, Бен Войтье и другие. Фестивали Флюксуса проводились в Париже, Амстердаме, Копенгагене, Лондоне, Нью-Йорке и многих других городах Европы и Америки.

## Описание
Рождённый как идея противостояния «академическому» и «коммерческому» искусству, Флюксус обрёл собственное лицо и концепцию, став определённой формой творческой работы.

В истории искусств XX века Флюксус выделяется как особенно странный феномен. Он казался похожим на художественное движение и был ошибочно причислен к таковым в 1962 году. Тем не менее, в отличие от других художественных движений, Флюксус не выдвигал никаких официальных манифестов, раскрывающих замыслы его участников, которые в действительности редко сходились во мнениях о том, что такое Флюксус и какова его программа. И, в отличие от других движений, Флюксус не был привязан к определённой географической точке. Напротив, Флюксус вполне можно рассматривать как первое по-настоящему глобальное авангардное течение; в его состав входили художники, композиторы, поэты и другие деятели искусств из Франции, Западной Германии, Японии, Кореи, Чехословакии, Дании и Соединенных Штатов.— Дэвид Т. Дорис
По внешним проявлениям Флюксус нередко напоминает дадаизм. Многие представители Флюксус-группы 60-х сами говорили о непосредственном влиянии дадаистов, в частности Марселя Дюшана, на их творчество. Но назвать новое течение «нео-дада» было бы неверно. Основатель Флюксуса, Джордж Мачюнас, предпочел обратиться к мёртвой латыни, вероятно, чтобы тем самым, во-первых, отделить новое течение от исторически сложившегося дадаизма, а во-вторых — подчеркнуть вневременность идей Флюксуса. Простой до банальности, порой смехотворно глупый или вызывающе дикий, Флюксус бросал вызов канонам, в которых «застряло» официальное искусство 50–60-х гг. Флюксус был призван в очередной раз стереть границы между искусством и жизнью, научить людей видеть прекрасное в самых тривиальных вещах, жить «в моменте», создавать нечто интересное постоянно и из «ничего» вне мастерских, вне сцены, без отрыва от повседневности.

Антиискусство — это жизнь, природа, настоящая реальность, единая и неделимая. Дождь — это антиискусство, гул толпы — это антиискусство, полет бабочки или движение микробов — это антиискусство. Они так же прекрасны и так же заслуживают внимания, как и само искусство. — Дж. Мачюнас

## Цель
Цель Флюксуса — это слияние в одном «потоке» различных способов художественного выражения и средств коммуникации конкретной и электронной музыки, визуальной поэзии, движения, символических жестов. Основной принцип — абсолютная спонтанность, произвольность, отказ от любых ограничений, что достигалось такими формами, как ивент, хэппенинг, перформанс, деколлаж, инсталляция, различные уличные акции и представления, антитеатр.

## 12 идей Флюксуса
«12 идей Флюксуса» — так называется одна из статей Кена Фридмана, главного теоретика Флюксуса. Анализируя произведения Флюксуса, он выделил 12 основных характеристик, свойственных большинству работ. Руководствуясь приведёнными идеями, можно судить, насколько близко то или иное произведение подходит под определение «Флюксус».
1. Глобализм — интернациональное пространство, в котором нет границ между странами и культурами. Флюксус не делает акцента на национальном искусстве, но стремится к общемировому самоопределению. Конечная, хоть и утопическая, цель глобализма — создание «зелёного коммунизма»: мира, где каждый имеет возможность реализовать свой потенциал, независимо от происхождения, социального статуса и т. д.
2. Единство искусства и жизни — отсутствие границ между искусством и повседневностью. Это игра с восприятием: любое явление может стать искусством в субъективном сознании наблюдателя. Это и иной подход к сцене: исполнитель не играет роль, но остается самим собой и продолжает «проживать свою жизнь» в новых условиях.
3. Интермедиа — отсутствие границ между разными видами искусств. Фридман также противопоставляет интермедиа мультимедии: перенасыщенность технических средств при отсутствии глубокого смысла, что зачастую свойственно массовому искусству, неприемлема для Флюксуса. Флюксус не имеет ограничений в использовании медиа-технологий, но их применение должно быть оправдано идеей.
4. Экспериментализм — «лабораторная» работа Флюксуса. Эксперимент — важнейшее ядро большинства композиций. Флюксус не боится ошибок и провалов. Любая эволюция — это множество случайных мутаций, одна из которых оказывается жизнеспособной.
5. Случайность — импровизация, непредсказуемость, порой намеренное невмешательство в ход событий. Умение «быть в моменте» и быстрота реакций — важнейшие качества флюксус-художников.
6. Игра — это не только забавные перформансы, шутки, эксперименты с объектами, но и «шекспировское» отношение к жизни.
7. Простота — умение видеть необычное в самых тривиальных вещах, максимальное упрощение формы выражения идеи, принцип бережливости в средствах.
8. Импликативность — наличие подтекста, аллюзий. Простота Флюксуса — это фикция, своего рода ключ, открывающий дверь ко множеству других произведений, субъективных воспоминаний и рефлексий.
9. Образцовость — реализация идей в материальной форме путем постановки ивента или создания арт-объектов.
10. Специфичность — отличие от остального. Один и тот же ивент может быть исполнен множеством разных способов, но зритель всегда должен узнать, что это за произведение.
11. Континуальность — продолжительность во времени. Это может быть короткой презентацией инструктивной пьесы. Другие ивенты могут растягиваться на годы и десятилетия. Континуальность может относиться и к инсталляциям, которые так или иначе изменяются в течение времени.
12. Музыкальность — это и умение выражать свою мысль через звук, это и форма, и создание музыкального материала путем использования заведомо «немузыкальных» вещей.

В одном из интервью Джорж Брехт, комментируя свою «Капельную музыку», сказал:
Наверное, не существует ничего немузыкального. Наверное, в жизни вообще нет ни одного немузыкального момента… Все инструменты, музыкальные и немузыкальные, становятся инструментами.
Приведённые выше характеристики по большей части определяют специфику Флюксус-идей и их художественной (или «антихудожественной») реализации. Многие из этих идей продолжают жить и находить свое отражение в произведениях современных художников, независимо от того, признают они или отрицают влияние Флюксуса на их творчество.

## История
Флюксус — это не момент в истории или художественное движение. Флюксус — это способ делать вещи, традиция, это образ жизни и смерти— Дик Хиггинс
Многие флюксусисты в качестве своих исторических предшественников упоминают немецкий Баухаус, ОБЭРИУ и ЛЕФ, цюрихское «Кабаре Вольтер», дадаизм, абстрактный экспрессионизм, «живопись действия» (англ. Action Painting) и учение дзен.
Во второй половине 1950-х годов Джон Кейдж, уже признанный композитор-авангардист, читал лекции в Новой школе социальных исследований в Нью-Йорке. Среди его студентов и вольнослушателей оказались Джордж Мачюнас, Джорж Брехт, Аллан Капроу, Джексон МакЛоу, Йоко Оно, Эл Хансен, Дик Хиггинс, Ла Монте Янг и другие. Идеи искусства, выходящего за рамки искусства, мысли о сложности в простоте и красоте в безыскусности глубоко проросли в сознании этих художников. В планах Кейджа никогда не было Флюксуса. Он просто делился своими знаниями и идеями, но именно на этой почве выросло новое течение.
Во главе Флюксуса встал Джордж Мачюнас, американский скульптор и композитор литовского происхождения, отличавшийся, по словам современников, особой харизматичностью, напором и неутомимой энергией. 1950-е годы — время, иначе именуемое «Прото-Флюксусом», когда группа Мачюнаса только формировалась, и идеи будущего течения находились ещё в стадии кристаллизации. В это время над концепцией хэппенинга работали Аллан Капроу и «Нью-Йоркская аудио-визуальная группа» (Дик Хиггинс и Аль Хансен), в Европе пионером хэппенинга стал Вольф Фостель. Экспериментами в области поэзии занимался Дармштадтский кружок «Конкретной поэзии», куда входили Даниэль Шпёрри, Клаус Бремер и Эмметт Уильямс. В те же годы зародилось искусство мейл-арта, благодаря «Нью-Йоркской корреспондентской школе» Рэя Джонсона.
Название «Флюксус» закрепилось за течением благодаря фестивалям 1962—1963 годов, прошедшим в городах Европы. Целью фестиваля был сбор денег на издание одноимённого журнала, в котором должны были быть опубликованы произведения группы Мачюнаса и единомышленников. Несмотря на то, что издание журнала было отложено на несколько лет, «революционная волна» уже покатилась, и вскоре к течению стали примыкать самые разные художники со всего мира.

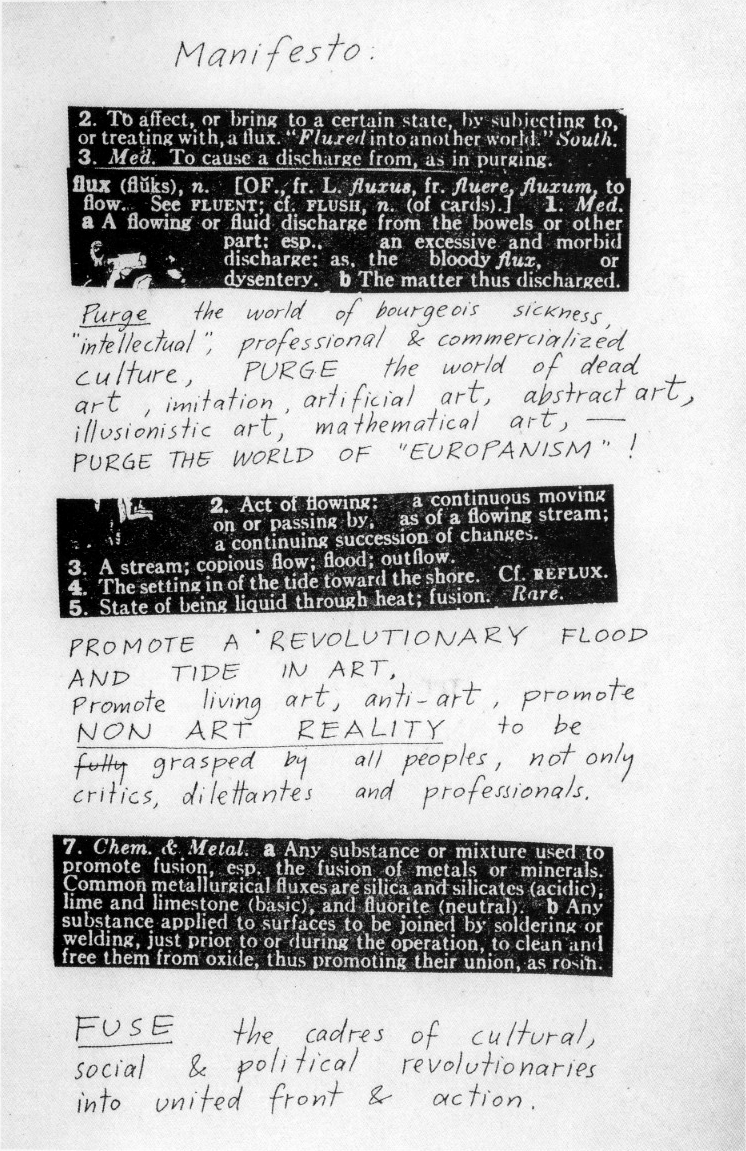

Первый манифест Флюксуса был представлен в феврале 1963 года на «Флуксоруме» в Дюссельдорфе. По большей части его автором был сам Мачюнас, но на деле этот манифест никогда не принимался всей группой и далеко не всеми поддерживался. Просто Йозеф Бойс предложил бросить в зрителей листовки с чем-то вроде манифеста в финале «Бумажной Пьесы» Бена Паттерсона, и Мачюнас согласился таковой написать.
Очистите мир от буржуазной болезни, «интеллектуальной», профессиональной и коммерческой культуры, очистите мир от мертвого искусства, имитации, искусственности, абстрактного искусства, иллюзионистского искусства, материального искусства, — очистите мир от «европанизма»!
Продвигайте революционную волну в искусстве, продвигайте жизнь в искусстве, продвигайте антиискусственную реальность, чтобы быть понятными для всех, не только для критиков, любителей и профессионалов.

Сплавляйте культурную, социальную и политическую революции в единый фронт и действие.
В этом манифесте четко отражена радикальная идея Мачюнаса (которую позже Ханна Хиггинс назовет «парадигмой Мачюнаса») о «едином революционном фронте», яро борющимся со всеми видами официального искусства. Немного позже та же «парадигма» заявила о себе в «Информационном письме» № 6 (англ. News-Policy-Letter № 6), которое Мачюнас разослал среди участников группы. Он призывал к ряду эпатажных, и даже террористических акций и демонстраций, направленных против театров и музеев, как оплотов «мертвого» искусства. Раскол Флюксуса произошел в 1964 году на нью-йоркском фестивале «Авангард» Шарлотты Мурмэн, где в одном из концертов была представлена мультимедийная опера Карлхайнца Штокхаузена «Originale». Зная о негативном отношении Мачюнаса к этому композитору, многие флюксусисты надеялись, что идея Мурмэн объединить Штокхаузена с Флюксусом в одном фестивале снизит уровень конфликтности в идеологии группы. Но эффект был обратным. Мачюнас исключил из Флюксуса всех, кто выражал поддержку Штокхаузену, и организовал акцию протеста против «искусства для буржуев и кретинов». Именно с такими плакатами единомышленников Мачюнаса и запечатлела пресса, на долгие годы заклеймив течение как воинственных радикалов.
Однако с большинством «исключенных» художников Мачюнас продолжал работать в течение последующих лет. Он также сформировал «отделения» Флюксуса в разных точках земного шара, которые должны были действовать автономно, но придерживаясь его установок, как главного председателя правления «Флюксус-империи». Так, центром Флюксуса должен был стать Нью-Йорк, председателем Западного (Калифорнийского) Флюксуса стал Кен Фридман, Пер Киркебю возглавил Северно-европейское отделение, Бен Войтье — Южно-европейское, а Милан Книжак — Восточно-европейское отделение Флюксуса. Однако идея отчасти провалилась, а именно в том месте, где Флюксус должен был стать «единым фронтом».
В каждом регионе и каждой стране Флюксус развивался по-разному. Одни течения носили имя «Флюксус», а другие отказывались от включения слова «Флюксус» в свое название, но тем не менее тоже были Флюксусом. Их объединяла не радикальная «парадигма», но намного более глубокая идея, связанная с образом мышления и самовыражения, со способами взаимодействия с объектами и аудиторией. Более того, Флюксус был коллаборацией, товариществом художников-единомышленников, которые были заинтересованы в творчестве друг друга, которые общались и вместе осуществляли новые замыслы.
И все же, Флюксус — это не кто, а что: философия, идеи, арт-проекты и образ жизни. Многие произведения создавались совместно несколькими художниками. История Флюксуса знает немало проектов, авторство которых не установлено или приписано по ошибке. Но, как правило, флюксусисты не обращают особого внимания на путаницу и неразбериху относительно авторства произведений: имена не столь важны, важно то, что они сделали.
Многие теоретики (приверженцы «парадигмы») считают, что Флюксус умер в 1978 году вместе с его создателем, Джорджем Мачюнасом. Без личности этого человека, без его напора и целеустремленности, Флюксус действительно больше не смог существовать, как прежде. Но Флюксус продолжает жить, как философия искусства, как интернациональный культурный форум, и вбирать в себя все новые имена и произведения. Кроме того, продолжаются и традиции Флюксус-фестивалей и выставок, хотя и в меньших масштабах, чем при Мачюнасе. В XXI веке по всему миру стали открываться Флюксус-музеи, постоянные Флюксус-экспозиции и интернет-сайты, занимающиеся историей, развитием и продвижением Флюксуса.
Наиболее значимыми фестивалями в истории Флюксуса стали: «Камерная улица» (Нью-Йорк, 1961), серия европейских Флюксус-фестивалей 1962—1963 годов (Висбаден, Копенгаген, Париж, Дюссельдорф, Амстердам, Гаага, Ницца), «Неодадаизм в музыке» (Дюссельдорф, 1962), «Фестиваль неудачников» (Лондон, 1962), «Фестиваль YAM» (Нью-Йорк и Джерси, 1962), «Маленькая комедия» (Амстердам, 1963), «New York Avant Guard Festivals» (1963—1980), «Quelque-chose» (Ницца, 1964), «Флукс-фестиваль» (Роттердам, 1964), «Майская выставка» (Копенгаген, 1964), серия фестивалей «Письмо в ночь понедельника» в кафе «au Go Go»" (Нью-Йорк, 1964—1965), «Perpetual Fluxus Festival» (Вашингтон, 1964), «The International Steamed Spring Vegetable Pie Fluxus Festival» (Сан-Франциско, 1965), «Концерт Флукс» (Прага, 1966), фестиваль «Fluxshoe» (Великобритания, 1972—1973), «Happening & Fluxus» (1970), «Homage to Fluxus» (Чикаго, 1986)?, [+фесты 80-х] «Fluxattitudes» (Нью-Йорк, 1992) «Fluxus Virus» (Кёльн, 1992), «Exellent»92"" "Висбаден-Эрбенхайм, Копенгаген, 1992), выставка «Флюксус и насущные жизненные вопросы» и «Флюксус и Нью-Йоркский университет — до и после» (2011, Нью-Йорк), фестиваль «Płynąć z Fluxusem» (польск. «Плывя с Флюксусом» (Познань, Польша, 2012)).

## Флюксус в России
- По мнению Дмитрия Ухова, к направлению Флюксуса можно отнести творчество Сергея Курёхина.[6]
- В 2010 году в Московском мультимедийном комплексе актуальных искусств состоялась ретроспективная выставка «Флюксус: поживём — увидим» (куратор выставки — Бернар Блистен)[7][8].
- Регулярные флюксус-ивенты осуществляются группой «Флюксус-21» в Музее Звука и открытых пространствах Санкт-Петербурга.

## Ивенты
Одной из наиболее распространенных форм представления Флюксуса стали перформанс и хэппенинг, иначе называемые ивентами (от англ. event — «событие»). «Партитуры» ивентов по сути являются инструктивными пьесами, фиксирующие основные параметры представления. Как правило, тексты инструктивных пьес очень короткие (от одного слова до нескольких предложений), и исполнитель имеет возможность интерпретировать текст по своему усмотрению. Как отмечает Дэвид Дорис, «именно участие в процессе интерпретации и реализации произведения воплощает произведение — и артиста — в жизнь. Здесь не может существовать единственно верной интерпретации, только условные примеры реализации».
Приведем несколько текстов ивентов, изданных в сборнике «The Fluxus Performance Workbook» (2002).
Роберт Боззи. Концерт № 3
По сигналу дирижёра музыканты каждой группы оркестра выполняют следующие действия в унисон:
- поворачивают головы из стороны в сторону
- встают или садятся
- открывают или закрывают рты
- крутятся
- двигают руками и ногами
- сморкаются
- смотрят на часы
- чешутся

Джордж Брехт. «Капельная музыка»
Капает
Йоко Оно. «Пьеса света»
Зажгите спичку и смотрите на неё, пока она не догорит
Ли Хефлин. «Падение»
Бросайте предметы, которые тяжело бросать из-за их слишком маленького веса.
Милан Книжак. «Мода»
Разрежьте пальто вдоль пополам. Носите каждую половину отдельно.
Бен Войтье. «Я вернусь через десять минут»
Исполнитель устанавливает на сцене плакат «Я вернусь через 10 минут!» и отправляется выпить чашечку кофе через дорогу.

## Цитаты
- «ФЛЮКСУС — это состояние души»[8] — Нам Джун Пайк.
- «Наверное, не существует ничего немузыкального, наверное, в жизни вообще нет ни одного немузыкального момента… Все инструменты, музыкальные и немузыкальные, становятся инструментами»[2] — Джордж Брехт
- «… это симфония, где вы можете сказать „люблю“ курением сигары, тихим собачьим свистком, поеданием шоколадного эклера с пола, стоя на четвереньках, или наигрышем попсовой мелодии на флейте»[2] — Эмметт Уильямс[англ.]
- «Флюксус — это постоянная импровизация: неважно, что, неважно, как, неважно, где, и, что самое главное, никто не должен знать, что все это случайность»[2] — Марсель Фляйс
- «Искусство было так сильно подвержено воздействиям строгих концепций, формы и стиля, что непочтительный подход Флюксуса выделялся на этом фоне, как громкий пук в маленьком лифте»[2] — Кен Фридман[англ.]
- «… пресловутую границу между искусством и жизнью они атакуют со стороны жизни, а не искусства»[7] — Александр Сигутин, 2011.